# BAR 002
BAR 002 byl druhým vozem formule 1 týmu British American Racing, který se účastnil mistrovství světa v roce 2000.

## Popis
BAR 002 se vzhledově podobá modelu BAR 01 z předešlého roku, ale jen zdánlivě. Na voze proběhlo mnoho změn, některé jsou vidět a jiné jsou oku skryté. Tým se hodně učil od mnohem zkušenější Hondy a proto jsou vidět významná zlepšení v oblasti tuhosti šasi a také v aerodynamice. Vůz má dobré prostředky v podobě zkušených pilotů a partnerství Hondy.

## B.A.R
- Model: BAR 002
- Rok výroby: 2000
- Země původu: Spojené království
- Konstruktér: Adrian Reynard a Malcolm Oastler
- Debut v F1: Grand Prix Austrálie 2000

## Technická data
- Převodovka: Reynard / XTrac 6stupňová poloautomatická.
- Brzdy: AP Racing
- Motor: Honda RA000E
  - V10 88°
  - Objem: 3000 cc
  - Vstřikování: Honda PGM IG
  - Palivový systém: Honda PGM FI
  - Palivo: Nisseki
  - Výkon: 800/18 500 otáček
- Pneumatiky: Bridgestone

## Piloti
- Jacques Villeneuve 7. místo (17 bodů)
- Ricardo Zonta 14. místo (3 body)

## Statistika
- 17 Grand Prix
- 0 vítězství, nejlépe 4. místo
- 0 pole positions
- 20 bodů
- 0 x podium

## Výsledky v sezoně 2000
| Legenda k tabulce | Legenda k tabulce                                                                       |
| Barva             | Výsledek                                                                                |
| ----------------- | --------------------------------------------------------------------------------------- |
| Zlatá             | Vítěz                                                                                   |
| Stříbrná          | 2. místo                                                                                |
| Bronzová          | 3. místo                                                                                |
| Zelená            | Bodované umístění                                                                       |
| Modrá             | Nebodované umístění                                                                     |
| Modrá             | Dokončil neklasifikován (NC)                                                            |
| Fialová           | Odstoupil (Ret)                                                                         |
| Červená           | Nekvalifikoval se (DNQ)                                                                 |
| Červená           | Nepředkvalifikoval se (DNPQ)                                                            |
| Černá             | Diskvalifikován (DSQ)                                                                   |
| Bílá              | Nestartoval (DNS)                                                                       |
| Bílá              | Závod zrušen (C)                                                                        |
| Světle modrá      | Pouze trénoval (PO)                                                                     |
| Světle modrá      | Páteční testovací jezdec (TD)                                                           |
| Bez barvy         | Netrénoval (DNP)                                                                        |
| Bez barvy         | Vyřazen (EX)                                                                            |
| Bez barvy         | Nepřijel (DNA)                                                                          |
| Bez barvy         | Odvolal účast (WD)                                                                      |
| Bez barvy         | Nezúčastnil se (prázdné)                                                                |
| Označení          | Význam                                                                                  |
| Tučnost           | Pole position                                                                           |
| Kurzíva           | Nejrychlejší kolo                                                                       |
| †                 | Jezdec nedojel do cíle, ale byl klasifikován, protože odjel více než 90 % délky závodu. |
| ‡                 | Byl udělován poloviční počet bodů, protože bylo odjeto méně než 75 % délky závodu.      |
| Horní index       | Umístění bodujících jezdců ve sprintu                                                   |

| Rok  | Tým | Motor            | Pneu | Jezdci             | 1   | 2   | 3   | 4   | 5   | 6   | 7   | 8   | 9   | 10  | 11  | 12  | 13  | 14  | 15  | 16  | 17  | Pořadí | Bodů   |
| ---- | --- | ---------------- | ---- | ------------------ | --- | --- | --- | --- | --- | --- | --- | --- | --- | --- | --- | --- | --- | --- | --- | --- | --- | ------ | ------ |
| 2000 | BAR | Honda RA000E V10 | B    | Závod              | AUS | BRA | SMR | GBR | ESP | EUR | MON | CAN | FRA | AUT | GER | HUN | BEL | ITA | USA | JPN | MAL | 5.     | 20     |
| 2000 | BAR | Honda RA000E V10 | B    | Jacques Villeneuve | 4   | Ret | 5   | 16  | Ret | Ret | 7   | 15  | 4   | 4   | 8   | 12  | 7   | Ret | 4   | 6   | 5   | 5.     | 20     |
| 2000 | BAR | Honda RA000E V10 | B    | Ricardo Zonta      | 6   | 9   | 12  | Ret | 8   | Ret | Ret | 8   | Ret | Ret | Ret | 14  | 12  | 6   | 6   | 9   | Ret | 5.     | 20     |
| 2000 | BAR | Honda RA000E V10 | B    | Kvalifikace        | AUS | BRA | SMR | GBR | ESP | EUR | MON | CAN | FRA | AUT | GER | HUN | BEL | ITA | USA | JPN | MAL | Průměr | Průměr |
| 2000 | BAR | Honda RA000E V10 | B    | Jacques Villeneuve | 8   | 10  | 9   | 10  | 6   | 9   | 17  | 6   | 7   | 7   | 9   | 16  | 7   | 4   | 8   | 9   | 6   | 8,7    | 10,88  |
| 2000 | BAR | Honda RA000E V10 | B    | Ricardo Zonta      | 16  | 8   | 14  | 16  | 16  | 18  | 20  | 8   | 19  | 6   | 12  | 18  | 13  | 17  | 12  | 18  | 11  | 13,05  | 10,88  |